# Pulover

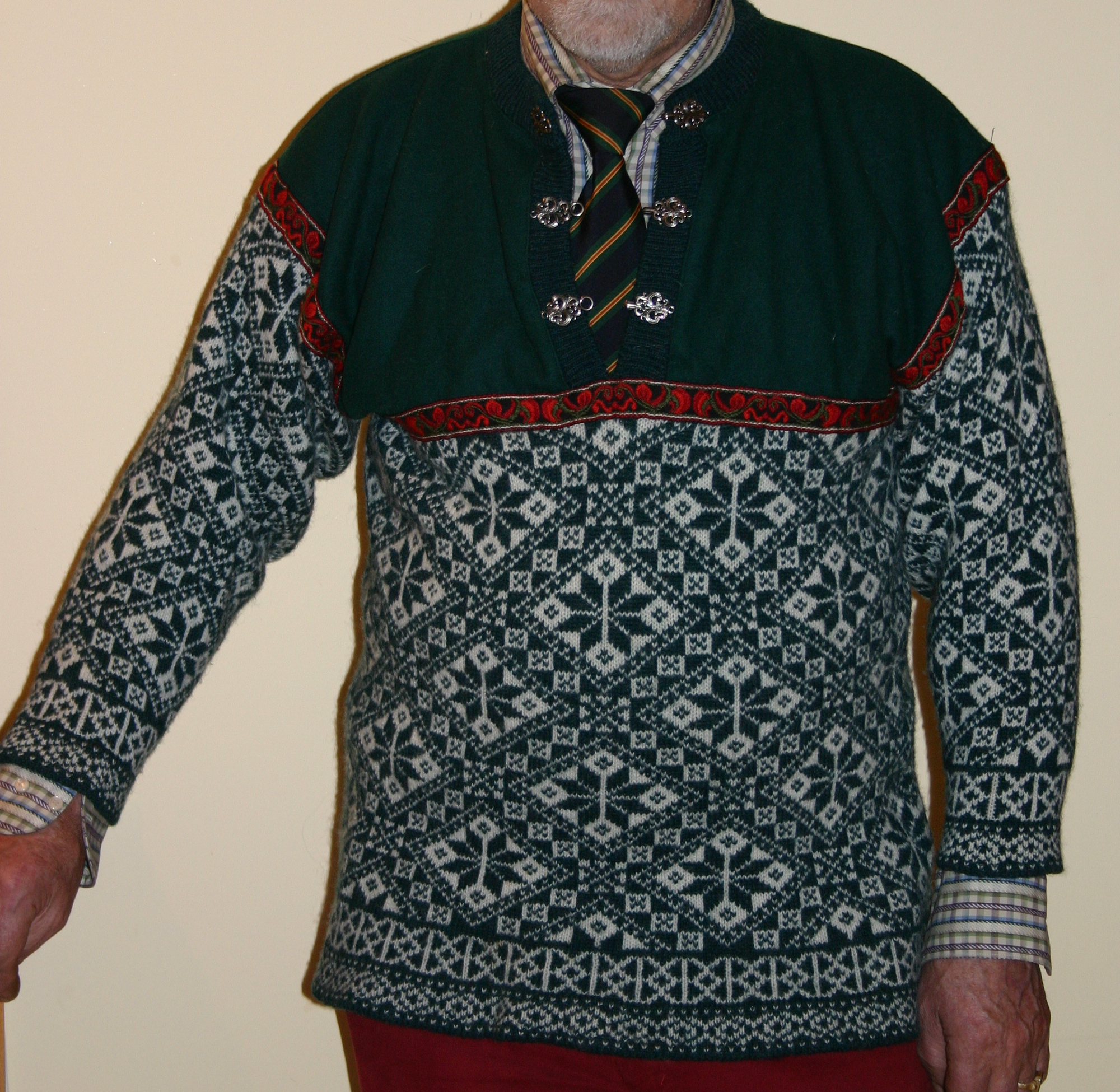
Pullover

Puloverul este o haină tricotată, lungă până sub talie, fără guler și fără nasturi, care acoperă partea de sus a corpului și se poartă de obicei peste cămașă sau peste bluză.